# Luigi Credaro
Luigi Credaro (Sondrio, 1860. január 15. – Róma, 1939. február 15.) olasz pedagógus, közoktatási politikus, 1919–1922 között az Olaszországhoz csatolt Dél-Tirol kormányzója.

## Élete
1901-től kezdődően a Római Egyetem pedagógiai professzora, valamint a Rivista di Pedagogica című pedagógiai folyóirat főszerkesztője lett. 1910 és 1914 között közoktatási miniszter volt. 1919 és 1922 között Dél-Tirol kormányzója volt. Egységes pedagógiai rendszerbe nem foglalta pedagógiai nézeteit. Műveiben Immanuel Kant és Johann Friedrich Herbart hatása láthatóan érvényesült.

## Művei
Több művet írt, ezek közül a legfontosabbak:
- La pedagogia di G. F. Herbart. (1900)
- L’insegnamento universitario della pedagogia. (1903)
- Dizinario illustrato di pedagogia (1903)